# Publius Sulpicius Rufus
Publius Sulpicius Rufus est un homme politique romain partisan de Marius. Né vers 124 av. J.-C., il est exécuté en 88 av. J.-C sur ordre de Sylla. Orateur brillant, il est l'un des protagonistes du De oratore, dialogue de Cicéron sur la rhétorique.

## Biographie

### Ses qualités d’orateur
Comme orateur, il prend modèle sur son aîné le célèbre orateur Lucius Licinius Crassus. Selon Cicéron, il avait une élocution facile, à la voix forte et claire et à la parole impétueuse, capable de séduire la foule. Cicéron critique toutefois son manque de culture générale, car il avait peu étudié.

### Vie politique
Sulpicius débute en politique comme partisan de Marcus Livius Drusus, soutenu par le parti conservateur des optimates et opposé aux Gracques. Il attaque en justice Caius Norbanus, et l'accuse d'avoir usé de violence pour faire condamner Quintus Servilius Caepio. Quoiqu’il soit de la faction des populares, Norbanus est défendu par l’aristocrate Marcus Antonius Orator, un des meilleurs orateurs de l’époque, qui le fait acquitter. 
Entre 90 et 88 av. J.-C, Sulpicius Rufus prend part à la guerre sociale contre les Italiens insurgés qui réclament l’attribution de la citoyenneté romaine, avec un commandement de légat .
En 89 av. J., Sulpicius Rufus est tribun de la plèbe. Il s’oppose à la candidature au consulat de Caesar Strabo, candidature qui ne respecte pas le cursus honorum car ce dernier n’a pas été préteur auparavant.
En 88 av. J.-C., toujours tribun, il s'oppose au retour des sénateurs exilés de la loi Varia, promulguée pour punir ceux que l'on estimait responsables de l'insurrection des Italiens. Puis il se rallie au vieux Marius, aux réformateurs et à leurs propositions démocratiques en faveur des Italiens qui ont obtenu la citoyenneté romaine après la guerre sociale. Il propose qu’on les répartisse équitablement parmi les trente-cinq tribus, ce qui donnerait la majorité aux Italiens dans toutes les subdivisions du corps électoral, au détriment de la population romaine. Les consuls Sylla et Quintus Pompeius Rufus tentent de faire obstruction au vote de cette proposition, en proclamant la suspension de toute activité politique. Sulpicius envahit le forum avec des bandes armées, chasse Pompeius Rufus, dont le fils est tué, et oblige Sylla à renoncer à cette suspension. Tandis que Sylla se réfugie en Campanie, Sulpicius fait passer sa loi électorale puis fait destituer le consul Quintus Pompeius Rufus, une mesure sans précédent. De surcroît, il fait voter la destitution de Sylla comme commandant de la guerre contre Mithridate VI et confie ce commandement à Marius. Sylla refuse : ses soldats maltraitent les délégations qu'on lui envoie, lui-même encercle Rome avec ses légions et en prend le contrôle au cours de combats de rue. Sylla fait déclarer hors-la-loi Marius, Sulpicius et une dizaine de leurs partisans. Réfugié dans sa propriété de Laurentum, Sulpicius est trahi par un de ses esclaves et décapité ; sa tête est clouée à la tribune des Rostres. En récompense, l'esclave est affranchi, puis exécuté pour avoir trahi son maître,.